# Maravalia echinulata
Maravalia echinulata är en svampart som först beskrevs av Niessl ex Rabenh., och fick sitt nu gällande namn av Y. Ono 1984. Maravalia echinulata ingår i släktet Maravalia och familjen Chaconiaceae.   Inga underarter finns listade i Catalogue of Life.